# Secastilla
Secastilla ist eine Gemeinde der Provinz Huesca in der Autonomen Gemeinschaft Aragonien in Spanien. Sie liegt in der Comarca Ribagorza zwischen den Flüssen Ésera und Cinca.

## Gemeindegliederung
Secastilla umfasst die Ortschaften:
- Secastilla
- Aldea de Puy de Cinca
- Bolturina (zerstört)
- Torreciudad
- Puy de Cinca
- Ubiergo

## Bevölkerungsentwicklung
| 1991 | 1996 | 2001 | 2004 |
| ---- | ---- | ---- | ---- |
| 190  | 168  | 144  | 147  |

## Sehenswürdigkeiten
- Der Wallfahrtsort Torreciudad mit berühmter Aussicht auf den Stausee Embalse de El Grado und die Pyrenäen.